# Dennis Jahn

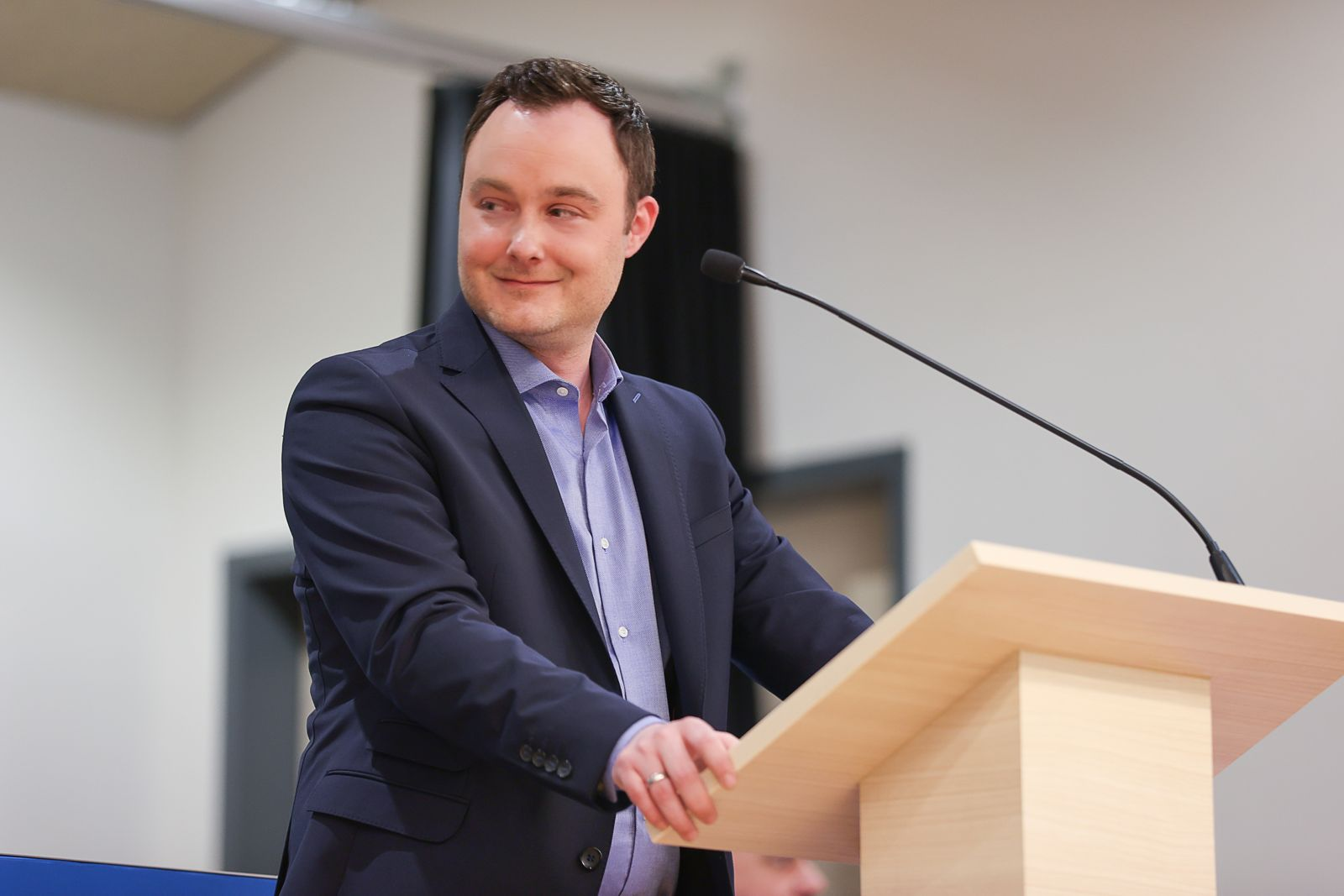
Dennis Jahn (2024)

Dennis Jahn (* 1992) ist ein deutscher Politiker (AfD). Bei der Landtagswahl 2022 wurde er in den Niedersächsischen Landtag gewählt.
Jahn ist Schatzmeister des AfD-Kreisverbandes Celle.
Bei den Kommunalwahlen in Niedersachsen 2021 wurde er in den Kreistag des Landkreises Celle und in den Gemeinderat von Hambühren gewählt. Aus dem Gemeinderat schied er bereits im April 2022 wieder aus, da er nach Wietze umgezogen war.
Bei der Landtagswahl 2022 wurde Jahn über Platz 17 der AfD-Landesliste in das Landesparlament gewählt. Er hat angekündigt, sich schwerpunktmäßig für den Straßenverkehr einzusetzen.

## Mitgliedschaft in Ausschüssen und Gremien
- Unterausschuss „Justizvollzug und Straffälligenhilfe“
- Ausschuss für Bundes- und Europaangelegenheiten und Regionale Entwicklung[3]

Für die AfD-Landtagsfraktion Niedersachsen übernimmt Dennis Jahn folgende Funktionen:
- Sprecher für Bundes- und Europaangelegenheiten & Regionale Entwicklung
- Ausschussvorsitzender im Unterausschuss Justizvollzug und Straffälligenhilfe.[4]

Dennis Jahn gibt seinen Familienstand mit „verheiratet, 3 Kinder“ an. Er ist Müllwerker von Beruf und arbeitete bis zu seinem Einzug in den Landtag beim Zweckverband Abfallwirtschaft Celle.